# Mothon
Mothon — род жесткокрылых семейства пластинчатоусых, подсемейства афодиинов.

## Описание
Переднеспинка в глубоких ямковидных точках. Наличник в зёрнышках, спереди с двумя зубчиками. Средние и задних голеней довольно сильно утолщены, вершинные шпоры задних голеней ланцетовидно расширены.

## Систематика
В составе рода:
- вид: Mothon sarmaticus (Semenov & Medvedev, 1927)